# Batalha de Long Tan
A Batalha de Long Tan (18 de agosto de 1966) ocorreu em uma plantação de borracha perto de Long Tân, na província de Phước Tuy, Vietnã do Sul, durante a Guerra do Vietnã. A ação foi travada entre unidades do Viet Cong (VC) e do Exército Popular do Vietnã (PAVN) e elementos da 1ª Força-Tarefa Australiana (1 ATF).
A inteligência de sinais australiana (SIGINT) rastreou o 275º Regimento VC e o Batalhão D445 movendo-se para uma posição ao norte de Long Tan. Em 16 de agosto, ele foi posicionado perto de Long Tan fora do alcance da artilharia 1 ATF em Nui Dat. Usando morteiros e rifles sem recuo (RCLs), na noite de 16/17 de agosto, o VC atacou Nui Dat de uma posição 2 quilômetros (1,2 mi) a leste, até que o fogo da contra-bateria o fez parar. Na manhã seguinte, Companhia D, 6º Batalhão, Royal Australian Regiment (6 RAR), partiu de Nui Dat para localizar as posições de tiro e determinar a direção da retirada do VC. A Companhia D encontrou poços de armas e posições de tiro para morteiros e RCLs, e por volta do meio-dia de 18 de agosto fez contato com elementos VC.
Enfrentando uma força maior, a Companhia D convocou o apoio de artilharia. Lutas pesadas ocorreram enquanto o VC tentava cercar e destruir os australianos, que foram reabastecidos várias horas depois por dois UH-1B Iroquois do No. 9 Squadron RAAF. Com a ajuda de forte fogo de artilharia, a Companhia D evitou um ataque regimental antes que uma força de socorro de veículos blindados M113 e infantaria de Nui Dat os reforçasse naquela noite. As forças australianas então recuaram para evacuar suas baixas e formaram uma posição defensiva; quando varreram a área no dia seguinte, o VC havia se retirado e a operação terminou em 21 de agosto.
Embora 1 ATF inicialmente tenha visto Long Tan como uma derrota, a ação foi posteriormente reavaliada como uma vitória estratégica, uma vez que impediu o VC de se mover contra Nui Dat. O VC também considerou uma vitória, devido ao sucesso político de uma emboscada eficaz e segurança da área ao redor da aldeia. Se a batalha prejudicou as capacidades do VC é contestado.